# Vil'ne (Bilhorod-Dnistrovskyi)
Vil'ne (ucraniano: Вільне) es una localidad del Raión de Bilhorod-Dnistrovskyi en el Óblast de Odesa de Ucrania. Según el censo de 2001, tiene una población de 419 habitantes.